# 拳折额蟹
拳折额蟹（学名：Micippa philyra）为蜘蛛蟹科折额蟹属的动物。广泛分布于印度太平洋、从中太平洋经东亚至非洲东岸以及日本、中国大陆的海南岛等地，生活环境为海水，一般生活于潮间带至20米深的海滨。